# Beldorf
Beldorf település Németországban, Schleswig-Holstein tartományban. Lakosainak száma 268 fő (2023. december 31.).

## Népesség
A település népességének változása:
| Lakosok száma | 346  | 278  | 290  | 291  | 287  | 279  | 268  |
|               | 1975 | 2014 | 2017 | 2019 | 2021 | 2022 | 2023 |